# Luzenac AP
El Union Sportive de Luzenac es un club de fútbol francés de la ciudad de Luzenac. Fue fundado en 1936 y utiliza vestimenta roja y azul. Desde diciembre de 2013 tiene como director general al exarquero francés Fabien Barthez.
Luzenac resultó segundo en el Championnat National 2013/14, destacándose el camerunés Andé Dona Ndoh quien marcó 22 de los 51 goles del equipo. Esto le permitiría ascender a la Ligue 2, la segunda dividión del fútbol francés. Sin embargo, el estadio Paul Fédou no fue aprobado para dicho certamen. El club propuso rentar el estadio Ernest-Wallon del equipo de rugby Stade Toulousain, pero este se opuso tiempo después.
Mientras tanto, las autoridades de la liga decidieron no ascender al Luzenac, dudando de la capacidad económica del club. El club reclamó ante el Comité Olímpico Francés, quien recomendó no darle permiso de jugar la Ligue. Luego acudió ante el tribunal del gobierno de Toulouse, quien rechazó el pedido de suspender la decisión de la liga.

## Palmarés

### Torneos nacionales
- Championnat de France amateur (1):2009
- Championnat de France amateur 2 (1):2005